# Jiang Guang-nan
Jiang Guang-nan (nascido em 30 de julho de 1948) é um ex-ciclista taiwanês que competiu no ciclismo nos Jogos Olímpicos de Verão de 1968.